# اوشی دیزه
اوشی دیزه (انگلیسی: Uschi Disl؛ زادهٔ ۱۵ نوامبر ۱۹۷۰) ورزشکار دوگانهاهل آلمان بود.
وی همچنین برندهٔ جوایزی همچون شخصیت ورزشی سال آلمان و برگ بوی نقره‌ای شده‌است.